# Picus mentalis
Picus mentalis là một loài chim trong họ Picidae.